# Red Raven Comics
Red Raven Comics (Cómics del Cuervo Rojo) era un título de Timely Cómics (el predecesor de Marvel Cómics). Solo un número fue publicado (con ese título), con fecha de cubierta de agosto de 1940. Fue reemplazado por el título de The Human Torch (la Antorcha Humana), el cual empezó con el número #2 (otoño de 1940), continuando la numeración heredada de Red Raven Comics. Según la Grand Comics Database, el número de Red Raven Comics #1 no contuvo ningún anuncio que preparara el número #2 (en cambio, otros títulos estuvieron anunciados), lo que sugiere que la decisión de cancelar el título puede haber sido tomada después que el primer número saliera de la imprenta.
Después de este número, el personaje que da nombre al título, el superhombre aviar Cuervo Rojo, no apareció impreso otra vez hasta 1968. El primer Human Top aparecía también en este número, al igual que un personaje llamado Mercury (Mercurio), presentado como el dios Romano pero más tarde, en Retrocontinuidad pasa a ser Makkari, uno de los Eternos. También se introduce a Magar el Místico, el Cerebro Eterno que todo lo ve, el aventurero espacial Cometa Pierce, y el desventurado agente de policía O'Krime. Ninguno de estos personajes tuvo continuación en el título de Human Torch. The Human Top tuvo otro heredero de su nombre, en 1942 en el Tough Kid Squad (Escuadrón de los chicos duros).
Red Raven Comics #1 aparece en el documental Cómic-Con Episodio IV: A Fan´s Hope, parte de la cual sigue la búsqueda del experto en cómic Echar Rozanski para vender una copia por 500,000 dólares.